# Rock the Boat
«Rock the Boat» (с англ. — «Раскачай лодку») — песня американской певицы Алии, выпущенная посмертно в качестве сингла из альбома Aaliyah (2001). Композиция вышла в январе 2002 года в США и в мае того же года в Великобритании. Авторами трека выступили Static Major, Эрик Ситс и Репчер Стюарт.
«Rock the Boat» получила положительные отзывы критиков, некоторые из которых сравнивали композицию с работами Джанет Джексон и Марвина Гэя. До официального релиза песня закрепилась на 14-й позиции в американском хит-параде Billboard Hot 100. В общей сложности сингл провёл в чарте 25 недель. В 2002 году композиция была представлена в номинации «Лучшее женское вокальное исполнение в стиле ритм-н-блюз» на премии «Грэмми».

## История создания
«Rock the Boat» появилась практически случайным образом: продюсер Эрик Ситс почти удалил файл трека, поскольку ему не понравилось то, что он услышал. После того, как Static Major прослушал инструментальную часть и написал для песни хук, она была сохранена. На ранних этапах трек был довольно «сырой», и когда Static всерьёз им заинтересовался, Ситс продолжил работать над композицией. Вскоре Ситс пригласил Дэйва Формана и Репчера Стюарта, которые добавили в инструментал гитару и струнные.
Изначально вторым синглом из альбома Aaliyah (2001) планировалось выпустить композицию «More Than a Woman», но поскольку «Rock the Boat» находилась в широкой ротации на радио, было принято решение сделать вторым синглом именно эту песню. Однако, несмотря на радиоротации, представители лейбла Алии намеревались вместо «Rock the Boat» сделать синглом один из треков, спродюсированных Тимбалэндом. Однако Алия настаивала на своём решении выпустить «Rock the Boat» в качестве второго сингла из альбома.

## Музыка и текст песни
Музыкальные критики назвали «Rock the Boat» чувственной и плавной песней в среднем темпе с карибским мотивом. В песне используется атмосферный грув и гипнотические ритмы, а инструментал содержит эффекты синтезатора. Майкл Оделл из британской газеты The Guardian высказал мнение, что «Rock the Boat» посвящена синтезаторному соулу 1980-х. В песне «робкий вокал Алии ориентируется в меню мощных сексуальных просьб». Текст песни повествует о том, как лирическая героиня подсказывает своему возлюбленному, как её удовлетворить: «Работай в середине / Смени позицию / Теперь заведи меня /... / Ощущение, будто я под наркотиками / Исследуй моё тело». Девушка из песни «капитан своих физических потребностей в спальне и уверенно руководит плаваньем. Она знала, что ей нужно и как этого добиться». По словам продюсера Алии Bud'da, они не могли прийти к мнению, стоит ли включать в песню строчку «Ощущение, будто я под наркотиками», поскольку певица не хотела вкладывать в неё неправильный посыл про наркотики.